# Hasuda
Hasuda (japanisch 蓮田市, -shi) ist eine Stadt im Zentrum der Präfektur Saitama.

## Geographie
Hasuda liegt nördlich von Saitama, östlich von Ageo und südlich von Kuki.

## Wirtschaft
Es wird Reis und Obst angebaut. Hasuda entwickelt sich schnell städtisch.

## Verkehr

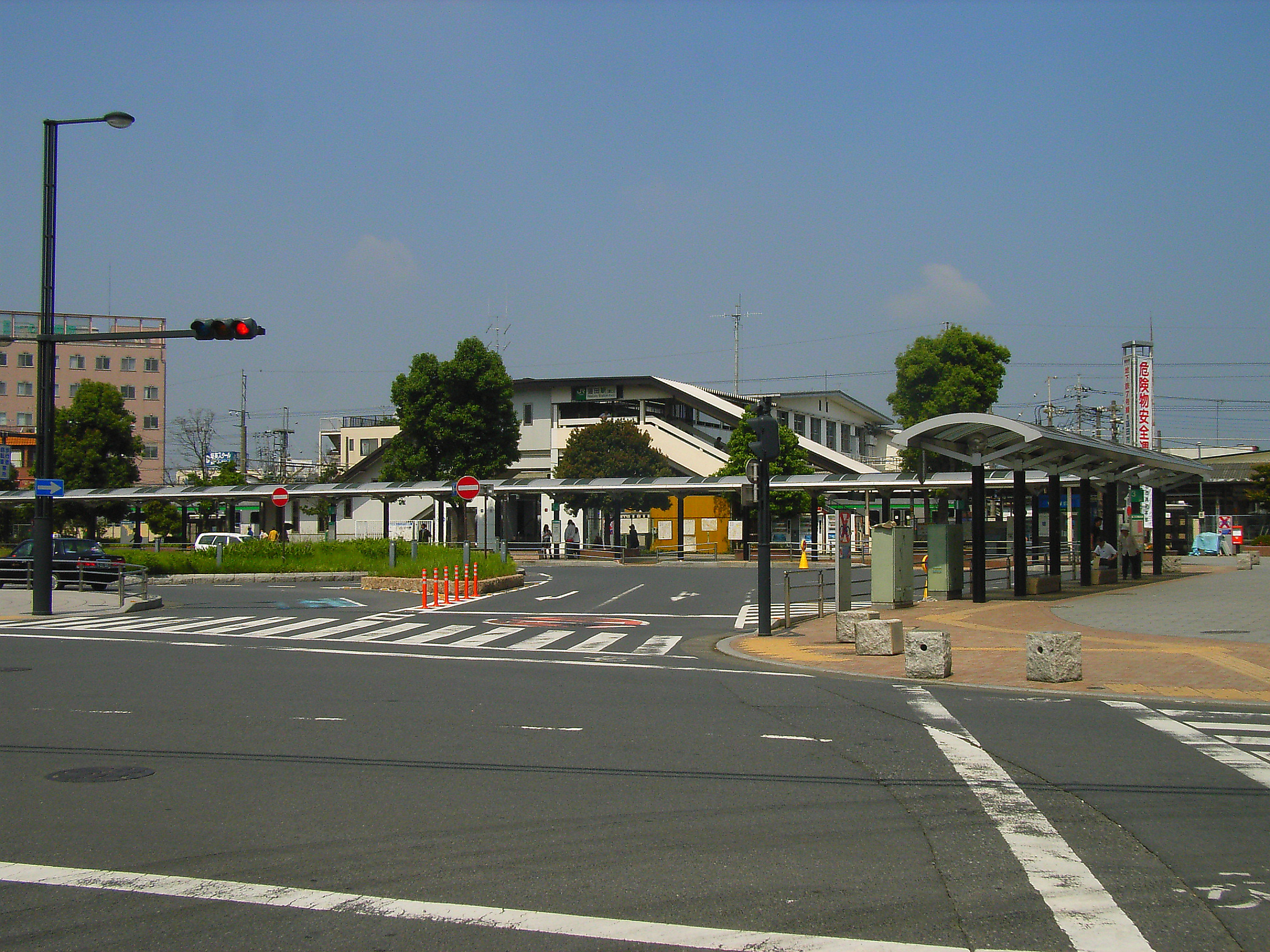
Bahnhof Hasuda

- Nationalstraße 122, nach Tōkyō oder Nikkō
- JR Utsunomiya-Linie, Bahnhof Hasuda, nach Utsunomiya oder Ueno

## Weblinks

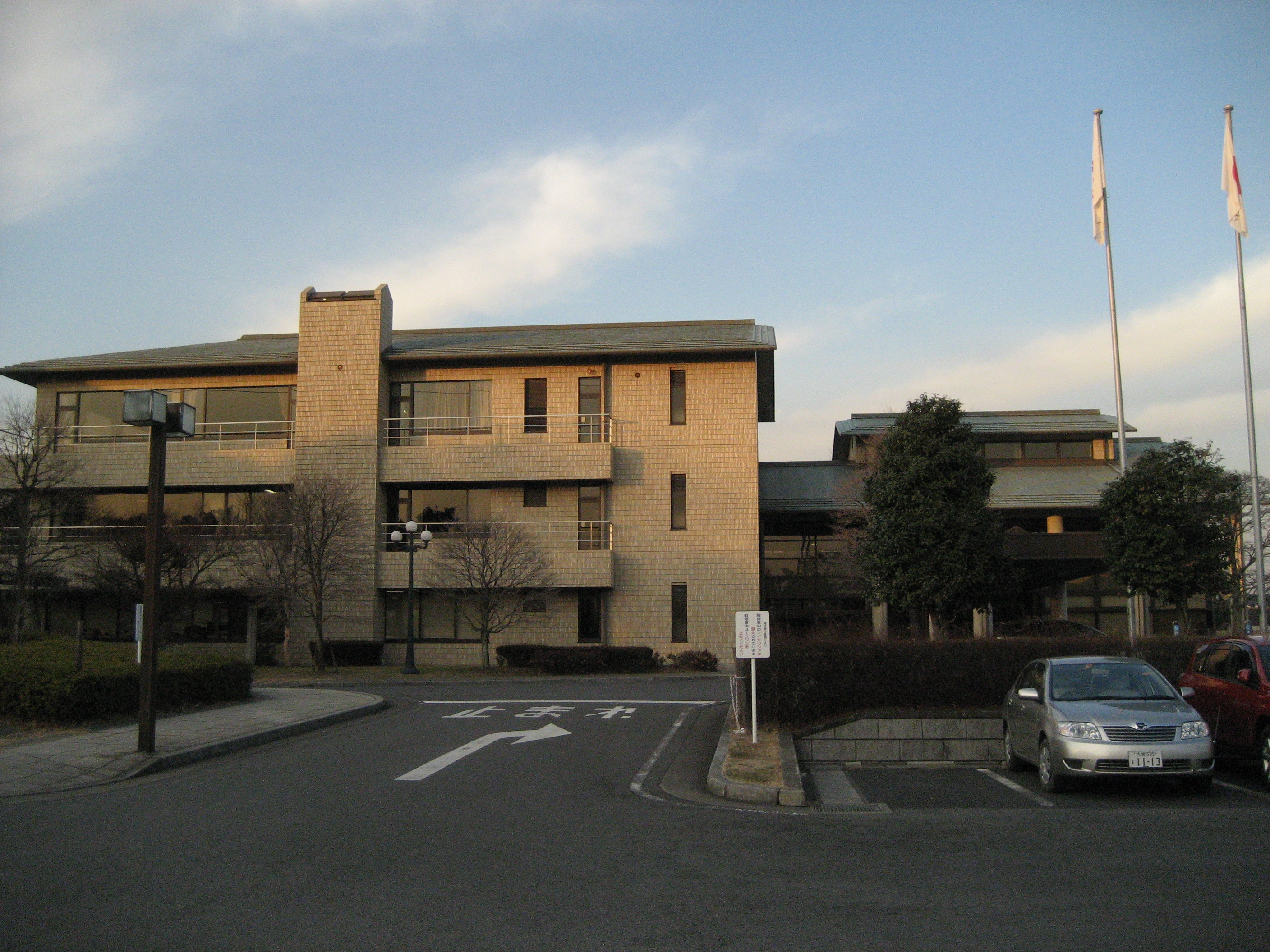
Rathaus Hasuda

## Söhne und Töchter der Stadt
- Yūko Fueki (* 1979), Schauspielerin

## Angrenzende Städte und Gemeinden
- Saitama
- Shiraoka
- Ageo
- Kuki
- Okegawa
- Ina